# Hängfärjan i Brest
Hängfärjan i Brest (franska: Pont transbordeur de Brest) var en hängfärja över inloppet till flottbasen i Brest i Frankrike.
Hängfärjan i Brest konstruerades av Ferdinand Arnodin som Hängfärjan i Bizerte och uppfördes 1898 i Bizerte i den dåvarande franska kolonin Tunisien. Hängfärjan demonterades 1907 i samband med att inloppskanalen till Bizertesjön vidgades och transporterades till Brest. Där återuppfördes den 1908 i flottbasen och öppnade 1909. 
Pylonerna var drygt 50 meter höga och bar en tvärkonstruktion som var 109 meter lång. Gondolen kunde ta omkring 40 personer. Gondolen fraktade enbart militär personal.
Hängfärjan skades vid flygbombningar 1944 och revs 1947.

## Bildgalleri

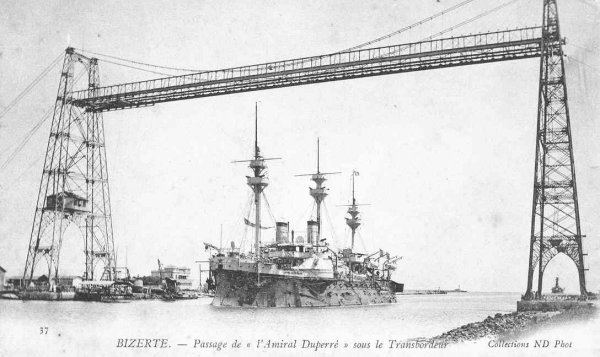
Hängfärjan i Bizerte